# لوسوفيليا
لوسوفيليا (بالبرتغالية: lusitanofilia) هي ظاهرة تعبير شخص غير برتغالي عن عشقه وحبه وتقديره للبرتغال وثقافتها ولغاتها وتاريخها ومجتمعتها وتطورها وشعبها.
في المستعمرات البرتغالية السابقة أو الدول الناطقة في اللغة البرتغالية تم تبني مظاهر ثقافية برتغالية مختلفة. حيث يظهر التأثير البرتغالي من خلال الموسيقى، والرياضة (كرة القدم بشكل خاص)، والتلفزيون ووسائل الإعلام الأخرى، والمواقع والمنتجات الاستهلاكية من البرتغال.